# Ruppiner See

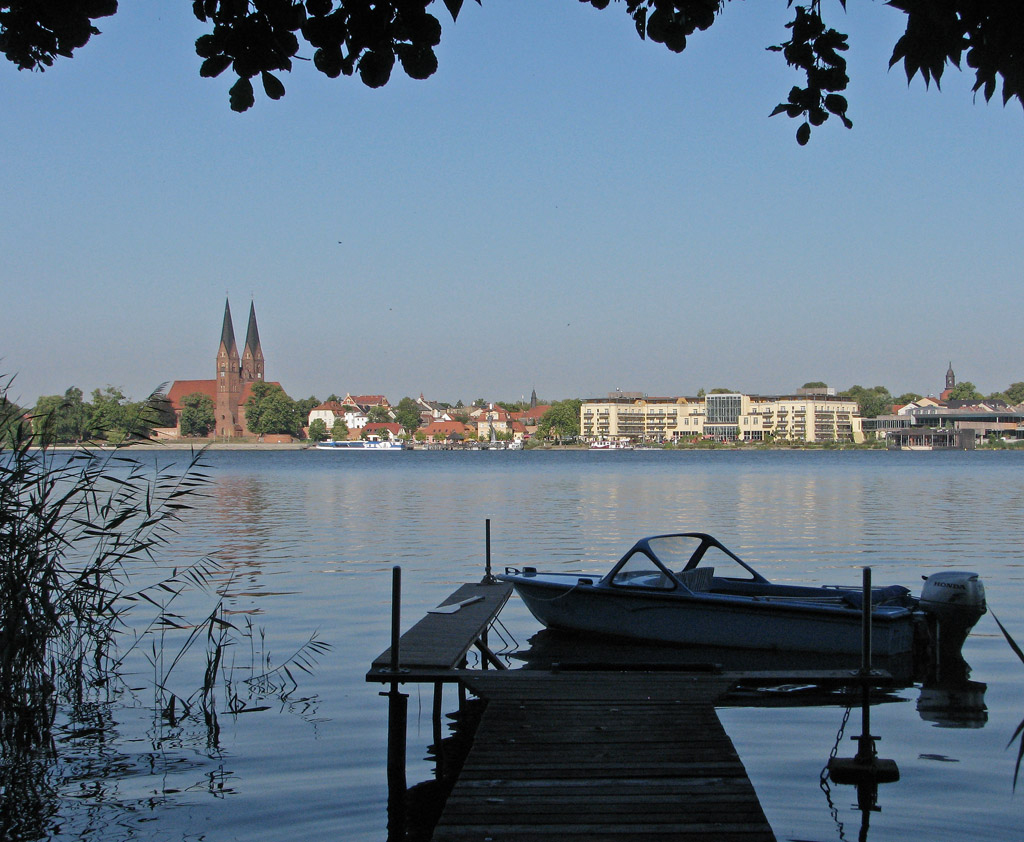
Ruppiner See, vy mot Neuruppins stadskärna.

Ruppiner See, på svenska även Ruppinsjön, är en insjö i det tyska förbundslandet Brandenburg, belägen i Landkreis Ostprignitz-Ruppin. Sjön är med 14 kilometer den mest långsträckta i Brandenburg och täcker en yta på 8,07 kvadratkilometer. Floden Rhin genomflyter sjön och delar sig här i två grenar, Wustrauer Rhin åt sydväst och Bützrhin i sydost. Båda grenarna mynnar sedermera i floden Havel, vars avrinningsområde sjön tillhör.
Staden Neuruppins stadskärna ligger vid sjöns västra strand och större delen av stranden tillhör Neuruppins stadskommun.

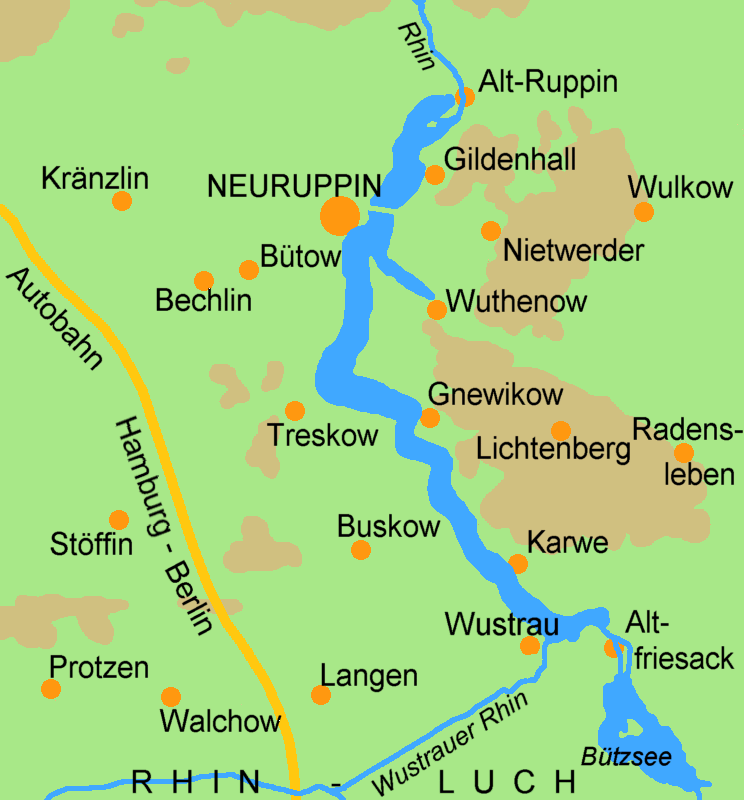
Karta över Ruppiner See med omgivande orter och vattendrag.